# Cuneo Calcio Femminile 2016-2017
Questa voce raccoglie le informazioni riguardanti l'Associazione Sportiva Dilettantistica Cuneo Calcio Femminile nelle competizioni ufficiali della stagione 2016-2017.

## Stagione
Nella stagione 2016-2017 il Cuneo ha disputato il campionato di Serie A, massima serie del campionato italiano femminile di calcio, concludendo al settimo posto con 26 punti conquistati in 22 giornate, frutto di 7 vittorie, 5 pareggi e 10 sconfitte. Non ha disputato lo spareggio salvezza perché il vantaggio sul Chieti era superiore ai sette punti richiesti per la disputa dello spareggio, mantenendo così la categoria. Nella Coppa Italia è sceso in campo sin dal primo turno: dopo aver vinto il triangolare C su Alessandria e Musiello Saluzzo, è stato eliminato al secondo turno dal Mozzanica.

## Organigramma societario
Area tecnica
- Allenatore: Gianluca Petruzzelli
- Preparatore atletico: Emanuele Chiappero
- Preparatore dei portieri: Giancarlo Barghini
- Fisioterapista: Niccolò Quaglia

## Rosa
Aggiornata al 1º ottobre 2016.
| N. |                   | Ruolo | Calciatrice         |
| -- | ----------------- | ----- | ------------------- |
|    | Italia (bandiera) | P     | Arianna Ozimo       |
|    | Italia (bandiera) | P     | Gabriella Triolo    |
|    | Italia (bandiera) | D     | Angelica Armitano   |
|    | Italia (bandiera) | D     | Eleonora Cunsolo    |
|    | Italia (bandiera) | D     | Alessia Cobelli     |
|    | Italia (bandiera) | D     | Simona Daniele      |
|    | Italia (bandiera) | D     | Elisabetta Oliviero |
|    | Italia (bandiera) | D     | Eleonora Piacezzi   |
|    | Italia (bandiera) | D     | Eleonora Rosso      |
|    | Italia (bandiera) | C     | Emma Errico         |
|    | Italia (bandiera) | C     | Zhanna Ferrario     |
|    | Italia (bandiera) | C     | Eleonora Ferrero    |
|    | Italia (bandiera) | C     | Carlotta Ferro      |

| N. |                   | Ruolo | Calciatrice          |
| -- | ----------------- | ----- | -------------------- |
|    | Italia (bandiera) | C     | Michela Franco       |
|    | Italia (bandiera) | C     | Monica Magnarini (C) |
|    | Italia (bandiera) | C     | Marta Mascarello     |
|    | Italia (bandiera) | C     | Silvia Nietante      |
|    | Italia (bandiera) | A     | Alice Cama           |
|    | Italia (bandiera) | A     | Katia Coppola        |
|    | Italia (bandiera) | A     | Sandy Iannella       |
|    | Italia (bandiera) | A     | Francesca Mellano    |
|    | Italia (bandiera) | A     | Simona Sodini        |
|    | Italia (bandiera) | A     | Morena Spanu         |
|    | Italia (bandiera) | P     | Elena Serale         |
|    | Italia (bandiera) | A     | Zoe Capurro          |
|    | Italia (bandiera) | A     | Michela Giordano     |

## Calciomercato
| Acquisti | Acquisti            | Acquisti          | Acquisti   |
| R.       | Nome                | da                | Modalità   |
| -------- | ------------------- | ----------------- | ---------- |
| P        | Gabriella Triolo    | Musiello Saluzzo  | definitivo |
| D        | Elisabetta Oliviero | Molassana Boero   | definitivo |
| D        | Eleonora Piacezzi   | Atletico Oristano | definitivo |
| C        | Zhanna Ferrario     | Inter Milano      | definitivo |
| C        | Silvia Nietante     | Amicizia Lagaccio | definitivo |
| A        | Katia Coppola       | Milan Ladies      | definitivo |
| A        | Sandy Iannella      | Mozzanica         | definitivo |

| Cessioni | Cessioni        | Cessioni     | Cessioni   |
| R.       | Nome            | a            | Modalità   |
| -------- | --------------- | ------------ | ---------- |
| P        | Federica Russo  | Luserna      | definitivo |
| D        | Alice Greppi    | Luserna      | definitivo |
| D        | Dalila Joly     | Luserna      | definitivo |
| C        | Carlotta Moscia | San Zaccaria | definitivo |
| A        | Alice Cama      | Luserna      | definitivo |
| A        | Katia Coppola   | Como 2000    | definitivo |
| A        | Elena Genovese  | Luserna      | definitivo |

## Risultati

### Serie A

#### Girone di andata
| Arbitro: | Matteo Mori (La Spezia) |

|                        |           |  |
| Sodini 31’, 12’ (rig.) | Marcatori |  |

| Arbitro: | Carlo Rinaldi (Bassano del Grappa) |

|                |           |              |
| Baldi 48’, 75’ | Marcatori | 30’ Iannella |

| Arbitro: | Nicolò Grimaldi (Genova) |

|                     |           |               |
| Cama 60’ Sodini 84’ | Marcatori | 26’ Marinelli |

| Arbitro: | Giuseppe Mansueto (Verona) |

|             |           |  |
| Tarenzi 77’ | Marcatori |  |

| Arbitro: | Ernesto Pinchetti (Sesto San Giovanni) |

|                                           |           |              |
| Clelland 12’, 50’ Brumana 56’ Zuliani 71’ | Marcatori | 85’ Iannella |

| Arbitro: | Giacomo Casalini (Pontedera) |

|  |           |              |
|  | Marcatori | 6’ Simonetti |

| Arbitro: | Davide Santarossa (Pordenone) |

|                                       |           |                            |
| Fusetti 8’ Cambiaghi 63’ Ferrario 90’ | Marcatori | 16’ Sodini 81’ E. Oliviero |

| Arbitro: | Davide Simonini (Gallarate) |

|                        |           |  |
| Iannella 3’ Sodini 58’ | Marcatori |  |

| Arbitro: | Francesco D'Eusanio (Faenza) |

|                  |           |  |
| Bonetti 44’, 59’ | Marcatori |  |

| Arbitro: | Marco Manicardi (Modena) |

|            |           |  |
| Sodini 21’ | Marcatori |  |

| Arbitro: | Stefano Peletti (Crema) |

|                                                |           |            |
| Piemonte 10’ Gabbiadini 55’ Giugliano 61’, 66’ | Marcatori | 79’ Sodini |

#### Girone di ritorno
| Arbitro: | Deborah Bianchi (Prato) |

|                                                 |           |                                             |
| Baldini 81’ Tucceri Cimini 87’ Colasuonno 90+4’ | Marcatori | 32’ (rig.) Sodini 41’ Iannella 65’ Nietante |

| Arbitro: | Thomas Alfieri (Treviso) |

|                |           |              |
| Mascarello 30’ | Marcatori | 57’ Giacinti |

| Arbitro: | Andrea Baldomenico (Jesi) |

|                     |           |                        |
| Giu. Di Camillo 48’ | Marcatori | 1’ Sodini 66’ Iannella |

| Arbitro: | Senthuran Lingammorthy (Genova) |

|              |           |                                                     |
| Iannella 44’ | Marcatori | 15’ Tyryškina 35’ Tarenzi 59’ Bonansea 64’ Sabatino |

| Arbitro: | Luca De Angeli (Milano) |

|                        |           |             |
| Sodini 46’ Mellano 70’ | Marcatori | 55’ Brumana |

| Arbitro: | Marco Russo (Torre Annunziata) |

|                |           |              |
| Martinovic 56’ | Marcatori | 90’ Iannella |

| Arbitro: | William Villa (Rimini) |

|                     |           |                  |
| Iannella 80’, 90+2’ | Marcatori | 35’, 75’ Coppola |

| Arbitro: | Leonardo Funari (Roma) |

|                            |           |                        |
| Monterubbiano 9’ Polli 19’ | Marcatori | 52’ Armitano 59’ Rosso |

| Arbitro: | Luca Calvi (Bergamo) |

|  |           |                                                                                              |
|  | Marcatori | 3’, 28’ Caccamo 20’ Adami 24’, 83’ Bonetti 35’ Orlandi 60’ Guagni 75’, 81’ Salvatori Rinaldi |

| Arbitro: | Alessandro Calefati (Saronno) |

|                       |           |                          |
| Valentina Puglisi 35’ | Marcatori | 49’ Mascarello 51’ Rosso |

| Arbitro: | Gianluca Rizzello (Verona) |

|  |           |                             |
|  | Marcatori | 36’ Kongoulī 53’ Gabbiadini |

### Coppa Italia

#### Primo turno
Triangolare T3
| Arbitro: | Alessandro Caporale (Abbiategrasso) |

|  |           |                                                                |
|  | Marcatori | 23’, 24’ Nietante 49’ Sodini 54’ Cama 57’ Coppola 71’ Armitano |

| Arbitro: | Conti (Seregno) |

|            |           |  |
| Errico 23’ | Marcatori |  |

#### Secondo turno
| Arbitro: | Niccolò Turrini (Firenze) |

|                             |           |  |
| Ledri 20’ Pellegrinelli 43’ | Marcatori |  |

## Statistiche

### Statistiche di squadra
| Competizione | Punti | In casa | In casa | In casa | In casa | In casa | In casa | In trasferta | In trasferta | In trasferta | In trasferta | In trasferta | In trasferta | Totale | Totale | Totale | Totale | Totale | Totale | DR  |
| Competizione | Punti | G       | V       | N       | P       | Gf      | Gs      | G            | V            | N            | P            | Gf           | Gs           | G      | V      | N      | P      | Gf     | Gs     | DR  |
| ------------ | ----- | ------- | ------- | ------- | ------- | ------- | ------- | ------------ | ------------ | ------------ | ------------ | ------------ | ------------ | ------ | ------ | ------ | ------ | ------ | ------ | --- |
| Serie A      | 26    | 11      | 5       | 2       | 4       | 13      | 21      | 11           | 2            | 3            | 6            | 15           | 24           | 22     | 7      | 5      | 10     | 28     | 45     | -17 |
| Coppa Italia | -     | 1       | 1       | 0       | 0       | 1       | 0       | 2            | 1            | 0            | 1            | 6            | 2            | 3      | 2      | 0      | 1      | 7      | 2      | +5  |
| Totale       | -     | 12      | 6       | 2       | 4       | 14      | 21      | 13           | 3            | 3            | 7            | 21           | 26           | 25     | 9      | 5      | 11     | 35     | 47     | -12 |

### Andamento in campionato
| Giornata  | 1 | 2 | 3 | 4 | 5 | 6 | 7 | 8 | 9 | 10 | 11 | 12 | 13 | 14 | 15 | 16 | 17 | 18 | 19 | 20 | 21 | 22 |
| --------- | - | - | - | - | - | - | - | - | - | -- | -- | -- | -- | -- | -- | -- | -- | -- | -- | -- | -- | -- |
| Luogo     | C | T | C | T | T | C | T | C | T | C  | T  | T  | C  | T  | C  | C  | T  | C  | T  | C  | T  | C  |
| Risultato | V | P | V | P | P | P | P | V | P | V  | P  | N  | N  | V  | P  | V  | N  | N  | N  | P  | V  | P  |
| Posizione | 1 | 3 | 3 | 6 | 6 | 7 | 7 | 7 | 7 | 7  | 7  | 7  | 7  | 7  | 7  | 7  | 7  | 7  | 7  | 7  | 7  | 7  |

Legenda:

Luogo: C = Casa; T = Trasferta. Risultato: V = Vittoria; N = Pareggio; P = Sconfitta.

### Statistiche delle giocatrici
| Giocatore     | Serie A  | Serie A | Serie A     | Serie A    | Coppa Italia | Coppa Italia | Coppa Italia | Coppa Italia | Totale   | Totale | Totale      | Totale     |
| Giocatore     | Presenze | Reti    | Ammonizioni | Espulsioni | Presenze     | Reti         | Ammonizioni  | Espulsioni   | Presenze | Reti   | Ammonizioni | Espulsioni |
| ------------- | -------- | ------- | ----------- | ---------- | ------------ | ------------ | ------------ | ------------ | -------- | ------ | ----------- | ---------- |
| A. Armitano   | 22       | 1       | 1           | 0          | 1            | 1            | 1            | 0            | 23       | 2      | 2           | 0          |
| A. Cama       | 5        | 1       | 0           | 0          | -            | 1            | -            | -            | 5        | 2      | 0           | 0          |
| Z. Capurro    | 1        | 0       | 0           | 0          | 1            | 0            | 0            | 0            | 2        | 0      | 0           | 0          |
| A. Cobelli    | -        | -       | -           | -          | -            | -            | -            | -            | -        | -      | -           | -          |
| K. Coppola    | 6        | 0       | 0           | 0          | -            | 1            | -            | -            | 6        | 1      | 0           | 0          |
| E. Cunsolo    | -        | -       | -           | -          | -            | -            | -            | -            | -        | -      | -           | -          |
| S. Daniele    | 2        | 0       | 0           | 0          | -            | -            | -            | -            | 2        | 0      | 0           | 0          |
| E. Errico     | 22       | 0       | 3           | 0          | 1            | 1            | 0            | 0            | 23       | 1      | 3           | 0          |
| Z. Ferrario   | 5        | 0       | 0           | 0          | -            | -            | -            | -            | 5        | 0      | 0           | 0          |
| E. Ferrero    | -        | -       | -           | -          | -            | -            | -            | -            | -        | -      | -           | -          |
| C. Ferro      | 2        | 0       | 0           | 0          | 1            | 0            | 0            | 0            | 3        | 0      | 0           | 0          |
| M. Franco     | 20       | 0       | 2           | 0          | -            | -            | -            | -            | 20       | 0      | 2           | 0          |
| M. Giordano   | -        | -       | -           | -          | 1            | 0            | 0            | 0            | 1        | 0      | 0           | 0          |
| S. Iannella   | 22       | 9       | 0           | 0          | 1            | 0            | 0            | 0            | 23       | 9      | 0           | 0          |
| M. Magnarini  | 9        | 0       | 2           | 0          | -            | -            | -            | -            | 9        | 0      | 2           | 0          |
| M. Mascarello | 18       | 2       | 2           | 1          | -            | -            | -            | -            | 18       | 2      | 2           | 1          |
| F. Mellano    | 19       | 1       | 0           | 0          | 1            | 0            | 0            | 0            | 20       | 1      | 0           | 0          |
| S. Nietante   | 18       | 1       | 0           | 0          | 1            | 2            | 0            | 0            | 19       | 3      | 0           | 0          |
| E. Oliviero   | 22       | 1       | 2           | 0          | 1            | 0            | 0            | 0            | 23       | 1      | 2           | 0          |
| A. Ozimo      | 16       | -24     | 0           | 0          | 1            | -2           | 0            | 0            | 17       | -26    | 0           | 0          |
| E. Piacezzi   | 20       | 0       | 2           | 1          | 1            | 0            | 0            | 0            | 21       | 0      | 2           | 1          |
| E. Rosso      | 21       | 2       | 2           | 0          | 1            | 0            | 0            | 0            | 22       | 2      | 2           | 0          |
| E. Serale     | -        | -       | -           | -          | 1            | 0            | 0            | 0            | 1        | 0      | 0           | 0          |
| S. Sodini     | 22       | 10      | 0           | 0          | -            | 1            | -            | -            | 22       | 11     | 0           | 0          |
| M. Spanu      | 2        | 0       | 0           | 0          | -            | -            | -            | -            | 2        | 0      | 0           | 0          |
| G. Triolo     | 7        | -21     | 0           | 0          | -            | -            | -            | -            | 7        | -21    | 0           | 0          |